# 奧拉赫克普弗爾山

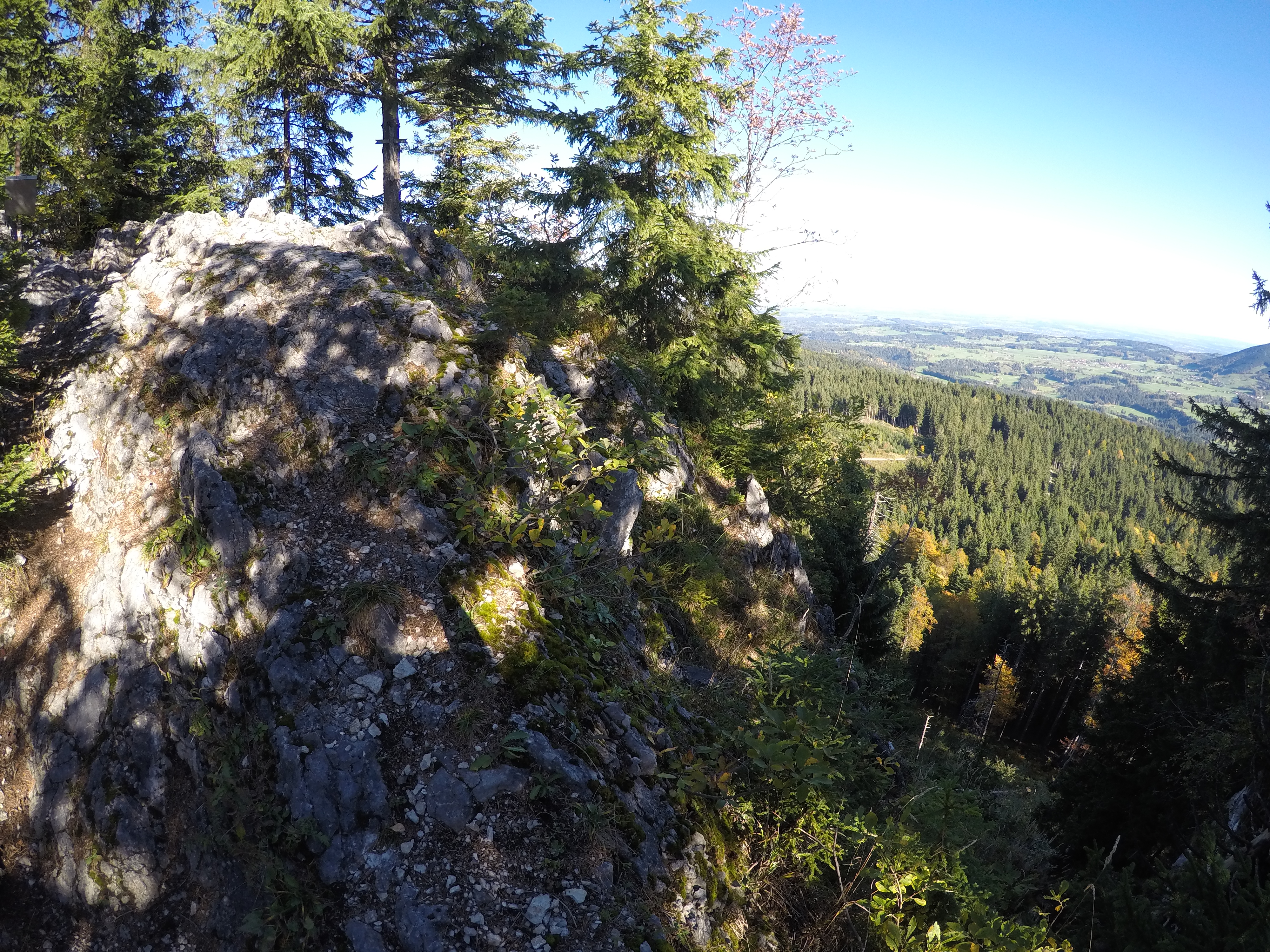

47°42′50″N 11°54′30″E / 47.71381°N 11.90837°E
奧拉赫克普弗爾山（德語：Auracher Köpferl），是德國的山峰，位於該國東南部，由巴伐利亞負責管轄，屬於巴伐利亞前阿爾卑斯山脈的一部分，距離希爾施格勒爾山1.3公里，海拔高度1,231米，每年平均降雨量1,764毫米。